# 川本崇雄
川本 崇雄（かわもと たかお、1925年3月23日- 2020年2月8日）は、日本の言語学者、上越教育大学・創価大学名誉教授。

## 略歴
群馬県出身。東京文理科大学英文学科卒。群馬県立太田高等学校教諭、近畿大学講師、奈良教育大学助教授、上越教育大学教授、89年定年退官、名誉教授、創価大学教授、2000年退任、名誉教授。日本語について、アルタイ系の基層語の上に南島系言語が重なったと推定している。
2020年2月8日、肺炎のため八王子市内の病院にて死去。94歳没。叙従四位、瑞宝小綬章追贈。

## 著書
- 『南から来た日本語』三省堂 1978
- 『日本語の源流』1980 講談社現代新書
- 『縄文のことば、弥生のことば』岳書房 1988
- 『ほのぼの校長訓話集』新潟日報事業社出版部 1989
- 『オセアニアから来た日本語』東洋出版 2007

## 論文
- <川本崇雄